# 阿比讓省

阿比讓省在科特迪瓦的位置

阿比讓省（法語：Département d'Abidjan），是科特迪瓦阿比讓區唯一的省份，位於該國東南部，成立於1969年，面積2,119平方公里，2014年人口4,707,404，人口密度每平方公里2,200人。